# Pierre Vaneck
Pierre Vaneck (15 de abril de 1931 – 31 de enero de 2010) fue un actor teatral, cinematográfico y televisivo francés de origen belga.

## Biografía
Nacido en Lang Son, Indochina francesa, (actual Vietnam), su verdadero nombre era Pierre Auguste Van Hecke. Hijo de un oficial belga, Pierre Vaneck pasó su juventud en Amberes y, a los 17 años de edad, inició estudios de medicina en París, Francia, formándose después en arte dramático en los cursos de René Simon y en el Conservatorio, en la clase de Henri Rollán. 
En sus inicios se ganaba la vida trabajando en una guarnicionería, y por las tardes recitaba poemas de François Villon en los cabarets de la margen izquierda. Vaneck debutó como actor teatral en 1952 en Les Trois Mousquetaires con el papel de Luis XIII de Francia. En el cine consiguió su primer gran papel en el film de Julien Duvivier Marianne de ma jeunesse (1955). 
Pierre Vaneck fue ante todo un hombre de teatro y de televisión. El gran público le conocía sobre todo por su papel del padre de Fabien Cosma en la serie televisiva homónima, además de por sus actuaciones en otras numerosas producciones (Les Grandes Marées, Garonne...).
Estuvo casado con Sophie Becker, hija del director Jacques Becker y hermana del director Jean Becker y del director de fotografía Étienne Becker. Dos de sus nietos, Aurélie y Thibaud Vaneck, son actores de la serie televisiva Plus belle la vie.
Pierre Vaneck falleció en París en 2010 tras ser sometido a una operación cardiaca. Tras el funeral celebrado en la Iglesia Saint-Roch de París, fue enterrado en el Luberon.

## Filmografía

### Cine
| - 1954 : Huis clos, de Jacqueline Audry - 1955 : Marianne de ma jeunesse, de Julien Duvivier - 1956 : Si Paris nous était conté, de Sacha Guitry - 1956 : El que debe morir, de Jules Dassin - 1956 : Pardonnez nos offenses, de Robert Hossein - 1958 : Thérèse Étienne, de Denys de La Patellière - 1958 : La Moucharde - 1958 : Une balle dans le canon, de Charles Gérard y Michel Deville - 1960 : Merci Natercia, de Pierre Kast - 1960 : La Morte saison des amours, de Pierre Kast - 1961 : Les Amours célèbres, de Michel Boisrond - 1961 : Un nommé La Rocca, de Jean Becker - 1963 : Vacances portugaises, de Pierre Kast - 1965 : La brûlure de mille soleils - 1965 : Tournoi - 1966 : As Ilhas encantadas, de Carlos Vilardebo - 1966 : ¿Arde París?, de René Clément - 1968 : L'Étrangère, de Sergio Gobbi - 1969 : Maldonne, de Sergio Gobbi - 1969 : Les Patates, de Claude Autant-Lara | - 1970 : L'Île aux coquelicots, de Salvatore Adamo - 1971 : Biribi, de Daniel Moosmann - 1974 : L'Ironie du sort, de Édouard Molinaro - 1974 : Le Seuil du vide, de Jean-François Davy - 1980 : Le Soleil en face, de Pierre Kast - 1980 : La légion saute sur Kolwezi, de Raoul Coutard - 1983 : Eréndira, de Ruy Guerra - 1984 : L'année des méduses, de Christopher Frank - 1987 : Sweet Country - 1988 : Les Pyramides bleues - 1988 : L'œuvre au noir - 1991 : Les enfants du vent - 1992 : Svo a jöröu sem a himni - 1993 : Vent d'est, de Robert Enrico - 1995 : Othello, de Oliver Parker - 1996 : La Propriétaire, de Ismail Merchant - 1999 : Furia, de Alexandre Aja - 2000 : Là-bas... mon pays, de Alexandre Arcady - 2006 : La ciencia del sueño, de Michel Gondry - 2008 : Deux jours à tuer, de Jean Becker |

### Televisión
| - 1957 : La nuit des rois (Telefilm) - 1959 y 1964 : La caméra explore le temps (serie TV) - 1962 : Le dossier de Chelsea Street (Telefilm) - 1968 : Sarn, de Claude Santelli - 1971-1974 : Aux frontières du possible (serie TV) - 1972 : Pas de frontière pour l'inspecteur - Le milieu n'est pas tendre (Telefilm) - 1973 : Le reflet dans la mer (Telefilm) - 1973 : Héloïse et Abélard (Telefilm) - 1974 : Un bon patriote (Telefilm) - 1974 : La logeuse (Telefilm) - 1974 : Macbett (Telefilm) - 1975 : Les Exilés (Telefilm) - 1975 : Saint-Just et la force des choses (Telefilm) - 1976 : L'homme d'Amsterdam, de Victor Vicas (serie TV) - 1976, 1982 y 1986 : Cinéma 16 (serie TV) - 1978 : Meurtre sur la personne de la mer (Telefilm) - 1978 : Les bonnes âmes (Telefilm) - 1978 : Le vent sur la maison, de Franck Apprederis, (Telefilm) - 1980 : La fin du marquisat d'Aurel (serie TV) - 1981 : Histoires extraordinaires (Telefilm) - 1981 : Cinq-Mars, de Jean-Claude Brialy - 1983 : Les mouettes sur la Saône (Telefilm) - 1984 : Rubis (Telefilm) - 1985 : Les fanas du ciné (Telefilm) - 1985 : Le passage (Telefilm) - 1986 : The Collectors (serie TV) | - 1987 : La Mafia (serie TV) - 1988 : La face de l'ogre (Telefilm) - 1989 : Le hérisson (Telefilm) - 1990 : Orages d'été, avis de tempête (serie TV) - 1992 : Les Cœurs brûlés (serie TV) - 1992 : Haute tension (serie TV) - 1993 : Les Grandes Marées (serie TV) - 1993 : Meurtre en ut majeur (Telefilm) - 1995 : L'enfant des rues (Telefilm) - 1996 : Berjac: Coup de maître (Telefilm) - 1997 : La Serre aux truffes (Telefilm) - 1997 : Madame le Consul (serie TV) - 1999 : Un et un font six (serie TV) - 1999 : Justice (serie TV) - 1999 : Retour à Fonteyne (Telefilm) - 2001 : Le secret d'Alice (Telefilm) - 2001 : Dette d'amour (Telefilm) - 2001-2007 : Fabien Cosma (serie TV) - 2002 : Garonne (serie TV) - 2002 : La source des Sarrazins (Telefilm) - 2003 : Louis Page (serie TV) - 2004 : Déjeuner chez Wittgenstein (Telefilm) - 2004 : Impérium: Nerone (Telefilm) - 2005 : Bajo el Cielo de África (Telefilm) - 2009 : A.D.A. L'argent des Autres (Telefilm) |

## Teatro
- 1952 : Les Trois Mousquetaires, a partir de Alejandro Dumas
- 1953 : Sud, de Julien Green, escenografía de Jean Mercure, Théâtre de l'Athénée
- 1953 : La Maison de la nuit, de Thierry Maulnier, escenografía de Marcelle Tassencourt y Michel Vitold, Teatro Hébertot
- 1953 : La Chair de l'orchidée, de James Hadley Chase, escenografía de Robert Hossein, Grand Guignol
- 1954 : Pour le roi de Prusse, de Maurice Bray, escenografía del autor, Teatro Hébertot
- 1954 : L'Ennemi, de Julien Green, escenografía de Fernand Ledoux, Théâtre des Bouffes-Parisiens
- 1955 : La Chair de l'orchidée, a partir de James Hadley Chase, escenografía de Robert Hossein, Grand-Guignol
- 1955 : Le Bal des adieux, de André Josset, escenografía de Jean Mercure, Teatro Montparnasse
- 1955 : El abanico de Lady Windermere, de Oscar Wilde, escenografía de Marcelle Tassencourt, Teatro Hébertot, 1956 : Teatro Daunou
- 1958 : Look Back in Anger, de John Osborne, escenografía de Raymond Gérôme, Teatro des Mathurins
- 1959 : Los endemoniados, de Albert Camus a partir de Fiódor Dostoyevski, escenografía de Albert Camus, Teatro Antoine
- 1959 : Largo viaje hacia la noche, de Eugene O'Neill, escenografía de Marcelle Tassencourt, Teatro Hébertot
- 1960 : Largo viaje hacia la noche, de Eugene O'Neill, escenografía de Marcelle Tassencourt, Teatro Marigny
- 1960 : Julio César, de William Shakespeare, escenografía de Jean-Louis Barrault, Teatro del Odéon
- 1961 : Les Violons parfois, de Françoise Sagan, escenografía de Jerome Kitty, Théâtre du Gymnase Marie-Bell
- 1962 : L'Aiglon, de Edmond Rostand, escenografía de Henry Mary, Teatro du Chatelet
- 1963 : No habrá guerra de Troya, de Jean Giraudoux, escenografía de Jean Vilar, Festival de Aviñón
- 1963 : El Cid, de Pierre Corneille, escenografía de Marcelle Tassencourt, Théâtre de l'Athénée
- 1964 : Lorenzaccio, de Alfred de Musset, escenografía de Raymond Rouleau, Teatro Sarah Bernhardt
- 1964 : Luther, de John Osborne, escenografía de Georges Wilson, Festival de Aviñón
- 1965 : Luther, de John Osborne, escenografía de Georges Wilson, Teatro Nacional Popular, Teatro de Chaillot
- 1965 : La Calèche, de Jean Giono, escenografía de Jean-Pierre Grenier, Teatro Sarah Bernhardt
- 1965 : Hamlet, de William Shakespeare, escenografía de Georges Wilson, Teatro Nacional Popular, Teatro de Chaillot, Festival de Aviñón
- 1966 : La Calèche, de Jean Giono, escenografía de Jean-Pierre Grenier, Teatro des Célestins
- 1967 : Le Duel, de Antón Chéjov, escenografía de André Barsacq, Teatro de l'Atelier
- 1967 : Pigmalión, de George Bernard Shaw, escenografía de Pierre Franck, Teatro de l'Œuvre
- 1969 : Pigmalión, de George Bernard Shaw, escenografía de Pierre Franck, Teatro des Célestins
- 1970 : Don Juan, de Molière, escenografía de Stellio Lorenzi, Teatro de Niza
- 1973 : La Reine de Césarée, de Robert Brasillach, escenografía de Jean-Laurent Cochet, Teatro Moderne
- 1977 : La Nuit de l'iguane, de Tennessee Williams, escenografía de Andreas Voutsinas, Teatro des Bouffes du Nord
- 1980 : La musique adoucit les mœurs, de Tom Stoppard, escenografía de Robert Dhéry, Théâtre de la Ville
- 1983 : Les Exilés, de James Joyce, escenografía de Andréas Voutsinas, Teatro Renaud-Barrault
- 1985 : Retour à Florence, a partir de Henry James, adaptación de Jean Pavans, escenografía de Simone Benmussa, Teatro Renaud-Barrault
- 1986 : La Salle d'attente, escenografía de Jean-Pierre Granval, Teatro Renaud-Barrault
- 1987 : La Ronde, de Arthur Schnitzler, escenografía de Alfredo Arias, Teatro del Odéon
- 1987 : Le Secret, de Henri Bernstein, escenografía de Andréas Voutsinas, Teatro Montparnasse
- 1989 : Le Secret, de Henri Bernstein, escenografía de Andréas Voutsinas, Teatro des Célestins
- 1989 : La Traversée de l'hiver, de Yasmina Reza, escenografía de Patrice Kerbrat, Centre national de création d'Orléans, 1990 : Teatro National de la Colline
- 1990 : La Fonction, de Jean-Marie Besset, escenografía de Patrice Kerbrat, Teatro de los Campos Elíseos
- 1992 : Le Jugement dernier, de Bernard-Henri Lévy, escenografía de Jean-Louis Martinelli, Teatro de l'Atelier
- 1993 : Passions secrètes, de Jacques-Pierre Amette, escenografía de Patrice Kerbrat, Teatro Montparnasse
- 1994 : « Art », de Yasmina Reza, Teatro de los Campos Elíseos y gira en provincias
- 1996 : La Cour des comédiens, de Antoine Vitez, escenografía de Georges Lavaudant, Festival de Aviñón
- 1999 : Copenhague, de Michael Frayn, escenografía de Michael Blakemore, Teatro Montparnasse
- 2002 : Hysteria, de Terry Johnson, escenografía de John Malkovich, Teatro Marigny
- 2003 : Déjeuner chez Wittgenstein, de Thomas Bernhard, escenografía de Hans Peter Cloos, Théâtre de l'Athénée, Teatro Montparnasse en 2004
- 2006 : Opus Cœur, de Israël Horovitz, escenografía de Stéphan Meldegg, Teatro Hébertot
- 2008 : Rock'N'Roll, de Tom Stoppard, escenografía de Daniel Benoin, Teatro Nacional de Niza
- 2009 : A.D.A. L'Argent des Autres, de Jerry Sterner, escenografía de Daniel Benoin, Teatro Nacional de Niza

## Actor de voz
- 1958 : Lex Barker en Le Fils du corsaire rouge
- 1958 : Lee Patterson en Jack l'éventreur
- 1960 : Ed Fury en La Reine des Amazones
- 1961 : Antonio Molino Rojo en Le Gladiateur invincible
- 1962 : Anthony Perkins en Le Procès
- 1964 : Sean Flynn en Le Signe de Zorro
- 1964 : Sean Flynn en Le Temple de l’éléphant blanc
- 1964 : Richard Widmark en Les Drakkars
- 1966 : Sean Flynn en Sept Colts du tonnerre
- 1972 : Robert Duvall en El padrino
- 1972 : Roy Scheider en Un homme est mort
- 1984 : James Woods en Érase una vez en América
- 1999 : Terence Stamp en L'Anglais

## Discografía
- L'Aiglon (Edmond Rostand), con Pierre Vaneck y Jacques Dumesnil. Presentación de Maurice Clavel. Deutsche Grammophon Gesellschaft coll. Archivo Literario N.º 43900/1
- Florilège de la Poésie Amoureuse Française : Moyen-Âge - Renaissance. Poemas leídos por Emmanuelle Riva y Pierre Vaneck. Deutsche Grammophon Gesellschaft coll. Archivo Literario N.º 43905

## Galardones
- Premio Molière de 1988: Premio al mejor actor de reparto por Le Secret
- Premio Molière de 1995: Nominado como mejor actor por « Art »
- Premio de la crítica de 2003 al mejor actor por Déjeuner chez Wittgenstein (RitterDeneVoos)
- Premio Molière de 2005: Nominado como mejor actor por Déjeuner chez Wittgenstein
- Premios César de 2009: nominado como mejor actor de reparto por Deux jours à tuer.